# Brent Livermore
Brent James Livermore (* 5. Juli 1976 in Grafton) ist ein ehemaliger australischer Hockeyspieler, der mit der australischen Hockeynationalmannschaft 2004 Olympiasieger sowie 2000 Olympiadritter war.

## Sportliche Karriere
Brent Livermore trat in 317 Länderspielen für Australien an und erzielte 29 Tore.
Bei den Commonwealth Games 1998 in Kuala Lumpur stand erstmals ein Hockeyturnier auf dem Programm. Die Australier gewannen ihre Vorrundengruppe und bezwangen im Halbfinale die englische Mannschaft mit 3:2 nach Verlängerung. Im Finale gewann sie mit 4:0 gegen die Mannschaft Malaysias. Bei Livermores ersten Olympiateilnahme 2000 in Sydney gewannen die Australier ihre Vorrundengruppe mit drei Siegen und zwei Unentschieden. Im Halbfinale gegen die Niederländer stand es am Ende 0:0 und durch Penaltyschießen erreichten die Niederländer das Finale. Die Australier siegten im Kampf um Bronze gegen die pakistanische Mannschaft mit 6:3. Die Weltmeisterschaft 2002 in Kuala Lumpur wurde von Ende Februar bis Anfang März ausgetragen. Die Australier gewannen ihre Vorrundengruppe mit sieben Siegen in sieben Spielen und bezwangen im Halbfinale die Niederländer mit 4:1. Im Finale unterlagen sie der deutschen Mannschaft mit 1:2. Fünf Monate später fanden in Manchester die Commonwealth Games statt, hier gewannen die Australier im Finale mit 5:2 über die Neuseeländer.
Bei den Olympischen Spielen 2004 in Athen belegten die Australier in der Vorrunde den zweiten Platz hinter den Niederländern, im direkten Duell unterlagen die Australier mit 1:2. Im Halbfinale besiegten die Australier die spanische Mannschaft mit 6:3. Im Finale trafen die Australier wieder auf die niederländische Mannschaft und gewannen mit 2:1 in der Verlängerung durch Sudden Death. Zwei Jahre danach bei den Commonwealth Games in Melbourne besiegten die Australier im Finale die Mannschaft aus Pakistan mit 3:0. Sein letztes großes Turnier bestritt Livermore bei der Weltmeisterschaft 2006 in Mönchengladbach. Die Australier gewannen ihre Vorrundengruppe und bezwangen im Halbfinale die südkoreanische Mannschaft mit 4:2. Im Finale unterlagen sie den Deutschen mit 3:4.
Livermore beendete seine internationale Karriere 2009. Zehn Jahre später war er Nachwuchstrainer in New South Wales.